# Sierraelenia
Sierraelenia (Elaenia pallatangae) är en fågel i familjen tyranner inom ordningen tättingar.

## Utseende och läte
Sierraelenian har olivgrå ovansida, ljusgul undersida, vita vingband och en liten huvudtofs som vanligen hålls nerfälld. När den reses kan den uppvisa inslag av vitt. Den är mycket lik vittofsad elenia, men är mer bjärt gul på buken och kan uppvisa en tydligare ögonring. Fåglar i sliten dräkt kan dock inte alltid artbestämmas i fält. De vanligaste lätena liknar andra elenior, med klara visslingar och sträva läten.

## Utbredning och systematik
Sierraelenia förekommer i Anderna och delas in i tre underarter med följande utbredning:
- Elaenia pallatangae pallatangae – sydvästra Colombia och Ecuador
- Elaenia pallatangae intensa – Peru
- Elaenia pallatangae exsul – Bolivia

Tidigare behandlades tepuíelenia (E. olivina) som en underart till sierraelenia.

## Status och hot
Arten har ett stort utbredningsområde, men tros minska i antal, dock inte tillräckligt kraftigt för att den ska betraktas som hotad. Internationella naturvårdsunionen IUCN listar arten som livskraftig (LC).

## Namn
Elenia är en försvenskning av det vetenskapliga släktesnamnet Elaenia, som i sin tur kommer från grekiskans elaineos, "från olivolja", det vill säga olivfärgad.

## Bilder

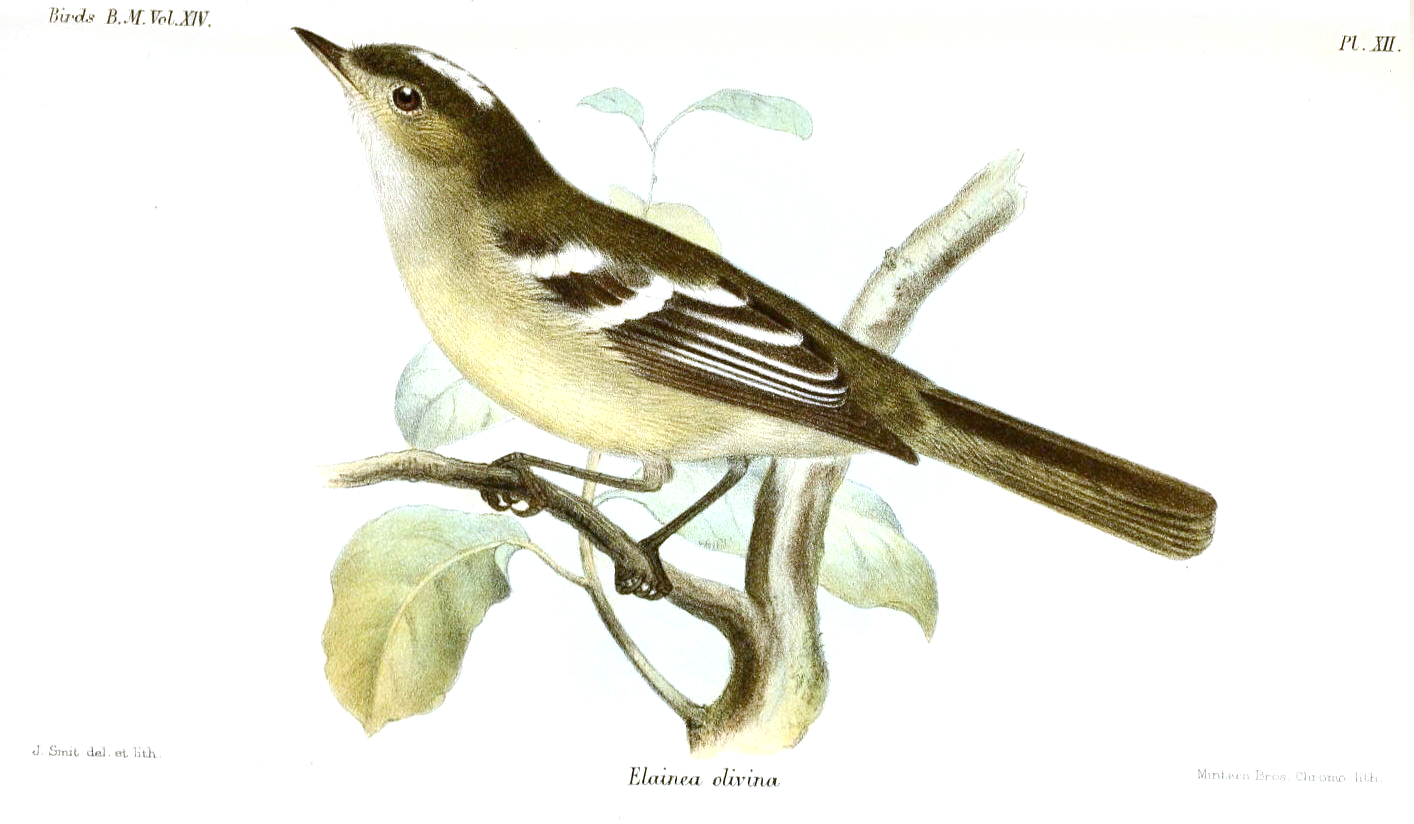
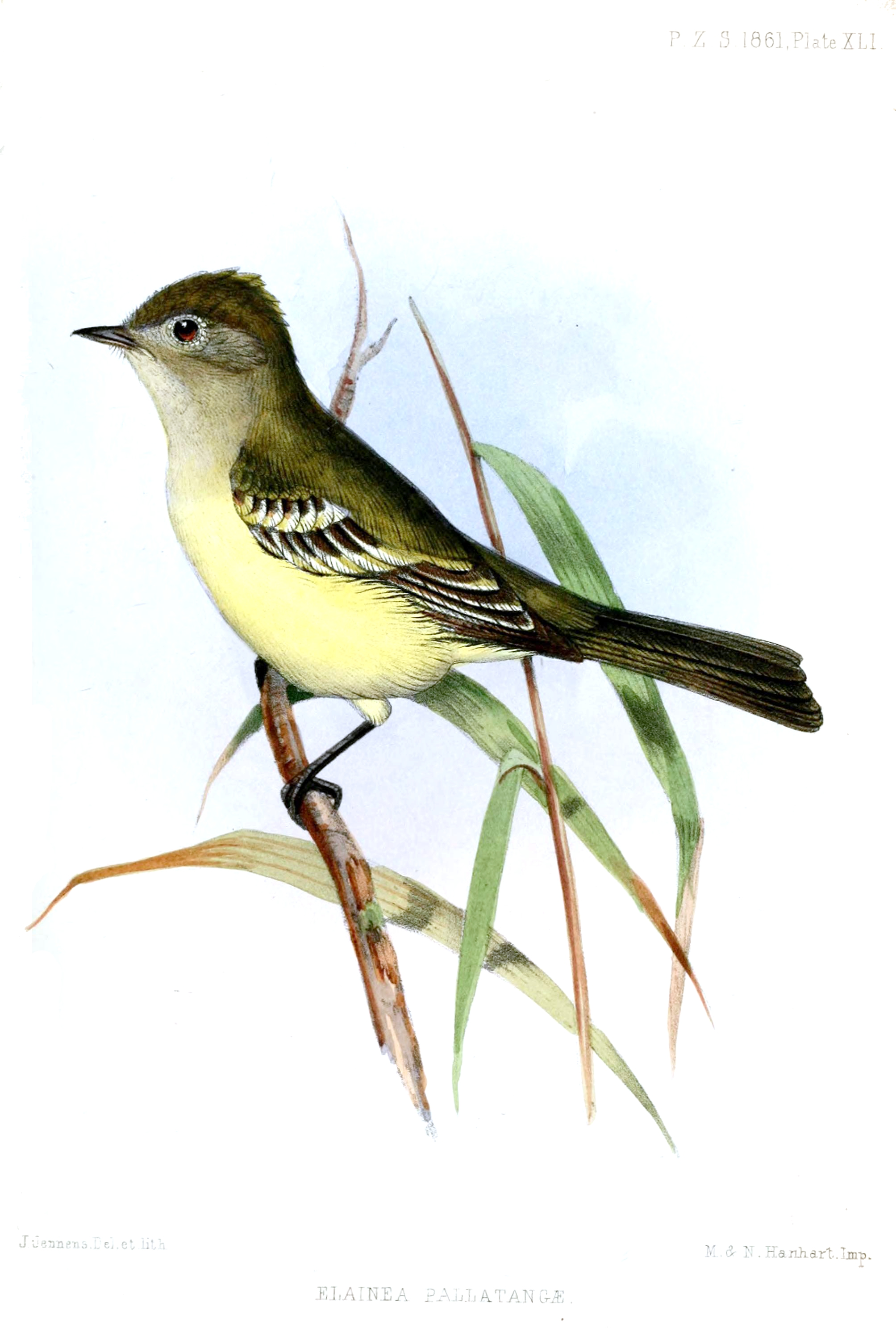